# Dybrill Sylla
Dybrill Sylla (1º gennaio 1980) è un ex calciatore maltese, di ruolo centrocampista.

## Carriera

### Club
Ha giocato con squadre di Malta, Germania, Galles e Francia.

### Nazionale
Ha collezionato 4 presenze con la propria Nazionale, tutte risalenti al 2000.